# Bugarska reprezentacija u hokeju na ledu
Bugarska reprezentacija u hokeju na ledu po ljestvici IIHF-a iz siječnja 2006. godine je na 33. mjestu na svijetu.
U studenome 2006. se natječe u Diviziji 2 SP-a u hokeju na ledu.
Bugarska reprezentacija je jednom sudjelovala na Olimpijskim igrama, i to u Innsbrucku 1976.
Tada su Bugari izgubili od Čehoslovačke s 1:14 u prvom natjecateljskom krugu. Uslijedilo je još par poraza te su okončali na zadnjem mjestu na ljestvici.
Sofija će biti 2006. domaćinom SP u hokeju na ledu Divizije 2. Bugarski protivnici na turniru će biti Belgija, Španjolska, Rumunjska, JAR i SCG.
- Prvi susret: 17. siječnja 1942., Bukurešt, Rumunjska: Bugarska - Jugoslavija (???) 4:2
- Najveća pobjeda:

4. ožujka 1975., Sofija, Bugarska: Bugarska - Belgija 20:3 

29. ožujka 1998., Pretorija, JAR: Bugarska - Turska 19:2
- Najveći poraz:

25. ožujka 1994., Spišska Nova Ves, Slovačka: Kazahstan - Bugarska 31:0

27. ožujka 1994., Spišska Nova Ves, Slovačka: Ukrajina - Bugarska 31:0